# Cuentos de la selva
Cuentos de la selva es un libro de cuentos para niños del escritor uruguayo Horacio Quiroga, publicado en 1918 en Buenos Aires.

## Reseña
La selva es el escenario y personaje omnipresente de estos cuentos. Por ese entonces, Quiroga decide abandonar la comodidad del ambiente urbano para instalarse en la selva misionera. Esta, con su violencia natural incontenible, frente al hombre, aliado a veces, destructor las más, de esa naturaleza salvaje. 
En estos relatos se nota la influencia de El libro de la selva, de Rudyard Kipling.

## Relatos
- La tortuga gigante
- Las medias de los flamencos
- El loro pelado
- La guerra de los yacarés
- La gama ciega
- Historia de dos cachorros de coatí y de dos cachorros de hombre
- El paso del Yabebirí
- La abeja haragana

## Traducciones
En inglés
- Jungle Tales (2014, por Jon Knebel).

En alemán
- Die Wildnis des Lebens (Angelika Ammar).

En guaraní
- Ka'aguýre ojehuva'ekue (2024, por Emilia Espínola).